# Braunsia (род насекомых)
Braunsia (лат.) — род паразитических наездников из семейства Braconidae. Около 70 видов. 

## Распространение
Тропики Старого Света, включая Африку, Юго-Восточную Азию, Австралию.

## Описание
Мелкие перепончатокрылые наездники, длина тела около 1 см.
Представителей рода можно отличить от всех других родов Agathidinae по следующей комбинации морфологических признаков: третий метасомальный тергит с продольными бороздками, первый тергит с латеральными килями; вторая субмаргинальная ячейка с жилкой 2RS. Сестринский род Lytopylus обитает в Неотропике.
Виды представляют собой одиночных койнобионтов-эндопаразитоидов гусениц Lepidoptera из семейства Pyralidae.
- Braunsia analis Kriechbaumer 1894
- Braunsia angulosa Bhat & Gupta, 1977[2]
- Braunsia antefurcalis Watanabe 1937
- Braunsia antennalis Szepligeti 1905
- Braunsia apicalis (Smith 1858)
- Braunsia bicarinata (Cameron 1911)
- Braunsia bicolor (Brulle 1846)
- Braunsia bilunata Enderlein 1904
- Braunsia bipunctata Enderlein 1906
- Braunsia burmensis Bhat & Gupta 1977
- другие виды